# 라즈 B

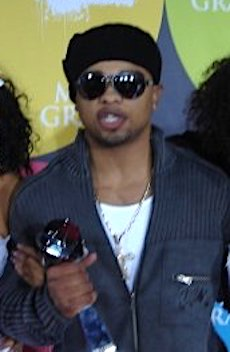

라즈 B(Raz-B, 1985년 6월 13일 ~ )는 미국의 싱어송라이터, 가수, 배우, 음악 프로듀서이다.
클리블랜드에서 태어났다.

## 영화
- 유 갓 서브드 (2004년) - 빅 역